# Ingeborg Sjöqvist

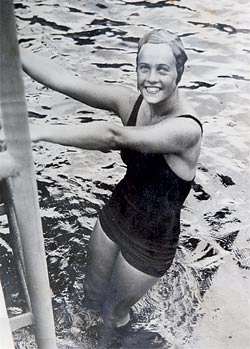
Ingeborg Sjöqvist in 1936

Ingeborg Sjöqvist – na haar huwelijk bekend als Ingeborg Maria Ingers – (Kalmar, 19 april 1912 – Rydebäck, 22 november 2015) was een Zweeds schoonspringster op de 10 meter toren. Haar bijnaam was "Kickan".
Omdat de 3 meter duikplank in haar geboortedorp niet aan de normen voldeed, werd er speciaal voor haar een bouwsteiger geplaatst waar ze kon trainen. Ze won tussen 1930 en 1935 vijf nationale kampioenschappen. Tijdens de Europese kampioenschappen van 1931 en 1934 won zij beide keren op de 10 meter toren een zilveren medaille.
In 1932 reisde zij met het Zweeds Olympisch team – dat verder alleen uit mannen bestond – naar de Olympische Zomerspelen in Los Angeles. Aldaar behaalde zij op de toren de vierde plaats. Op de Spelen van Berlijn in 1936 werd zij negende.
Haar oudere zuster Lala (Laura) Sjöqvist (1903–1964) won op de Spelen van Amsterdam in 1928 op de toren een bronzen medaille. Haar zus Vivi was turnster bij de Zweedse vrouwenploeg op de Spelen in 1936.
Na haar sportcarrière werd Sjöqvist docent. Op 100-jarige leeftijd volgde zij de Olympische Zomerspelen 2012 in Londen nog op televisie.
Zij trouwde in 1939 met turner Lars Lennart Ingers (14 april 1915). Aan het 75 jaar durende huwelijk met haar drie jaar jongere man, weet Sjöqvist naar eigen zeggen haar hoge leeftijd, alsmede het wonen in een klein dorpje nabij Helsingborg. Lennart overleed – eveneens als 100-plusser – op 5 november 2015. Twee weken en drie dagen later stierf Ingeborg op 103-jarige leeftijd. Ze overleed zeven dagen nadat ze als 'opvolger' van de Chinees Guo Jie de oudste nog levende deelnemer aan de Olympische Spelen werd, op haar beurt werd ze 'opgevolgd' door de Amerikaanse hordeloopster Simone Schaller.